# Klampenborg Galopbane
Klampenborg Galopbane är en dansk hästkapplöpningsbana  i Klampenborg norr om Köpenhamn som enbart används för galopptävlingar.
Den öppnade 5 juni 1910 under namnet Klampenborg Væddeløbsbane och är säte för de fem klassiska loppen efter engelsk mönster; 1000 Guineas (Mowerinaløb), 2000 Guineas, Dansk Oaks, Dansk St. Leger och Dansk Derby. Banan är 1 800 meter lång och rids i högervarv. Byggnaderna, som var målade i falurött, ritades av arkitekt Knud Arne Petersen, som också var direktör för Tivoli i Köpenhamn.
Derbyt, som tidigare avhölls i Dyrehaven norr om Köpenhamn, har sedan 1910 avhållits på Klampenborg Galopbane varje år. Skyltar med  vinnande häst, tävlingsfärger, tränare och jockey har satts upp på huvudläktaren för samtliga lopp.
År 1998 drabbades galoppbanan av en våldsam brand, som förstörde stora delar av anläggningen. De nya byggnaderna i trä och glas har ritats av arkitekterna Dissing+Weitling, som bland annat har ritat Stora Bältbron.